# Trankwice
Trankwice [pronunciación en polaco: /trankˈApto͡sɛ]/] es un pueblo ubicado en el distrito administrativo de Gmina Stary Targ, dentro del Condado de Sztum, Voivodato de Pomerania, en Polonia del norte. Se encuentra aproximadamente a 7 kilómetros al noreste de Stary Targ, a 15 kilómetros al este de Sztum, y a 60 kilómetros al sureste de la capital regional Gdansk.
Antes de 1772, el área fue parte del Reino de Polonia, y luego hasta el 1945 de Prusia y Alemania. Para la historia de la región, véase Historia de Pomerania.
El pueblo tiene una población de 220 habitantes.